# ماريان نيكوليتش
ماريان نيكوليتش (بالكرواتية: Marijan Nikolić)‏ (31 أكتوبر 1981 بأوسييك في كرواتيا - ) هو لاعب كرة قدم كرواتي في مركز الهجوم. لعب مع نادي أنتر زابرشيتش ونادي أوسييك ونادي إسترا 1961 وNyíregyháza Spartacus FC ‏ وNK Belišće ‏ وPápai FC ‏ وNK BSK Bijelo Brdo ‏ وNK Olimpija Osijek ‏ وNK Kamen Ingrad ‏.

## وصلات خارجية
- ماريان نيكوليتش على موقع قاعدة بيانات كرة القدم.إي يو (الإنجليزية)